# Assassin's Creed (филм)
„Assassin's Creed“ е американски екшън приключенски филм от 2016 г.
Базиран е на едноименната видеоигра на Ubisoft. Заснет е между август 2015 г. и януари 2016 г. в Малта, Испания и Великобритания. В България премиерата на филма е на 30 декември 2016 г.

## Сюжет
Внимание:  Текстът по-долу разкрива сюжета на произведението (или части от него)!
През 1492 г. Андалусия, по време на войната в Гранада, Агилар де Нерха е приет в Братството на асасините – братство, което служи в мрака, за да бъде светлина. Те са противници на тамплиерите и целта им е да не допуснат на тамплиерите да вземат „Парчето на Еден“ или още известно като „Райската Ябълка“ – кълбовидно устройство, под формата на голяма ябълка, създадено от хуманоиди със сили равни на Богове, наречени Ису. Това устройство може да контролира всичко и може да даде сила на онзи, който го притежава.
Агилар е назначен да защитава принц Ахмед де Гранада от рицарите тамплиери. През 1986 г. детето Калъм „Кал“ Линч намира майка си убита от баща си Джоузеф, съвременен асасин. Въоръжени хора, водени от Алън Рикин, главен изпълнителен директор на фондацията на тамплиерите „Абстерго“ , пристигат, за да заловят Джоузеф, който убеждава сина си да избяга.
През 2016 г. Кал е осъден на смърт за убийство на сводник, но екзекуцията му е фалшифицирана от Фондацията „Абстерго“, която след това го отвежда в изследователската им база в Мадрид. Там му казват, че тамплиерите търсят „Парчето на Еден“, за да премахнат насилието, като използват кода на парчето за контрол на свободната воля на човечеството.
София, дъщерята на Алън и главен учен на „Абстерго“, разкрива, че Кал е потомък на Агилар, последният човек, за който е потвърдено, че притежава парчето. Тя поставя Кал в „Анимус“ – машина, която му позволява да преживее и едновременно другите около него да видят генетичните спомени на Агилар, за да може „Абстерго“ да научи какво е станало с Ябълката след това и да я открие.
Испания, през 15-ти век, Агилар и неговата партньорка Мария имат задача да спасят Ахмед, който е бил отвлечен от Великия майстор на тамплиерите – Томас де Торквемада, за да принудят бащата на Ахмед – султан Мухамад XII да предаде Ябълката. Агилар и Мария пресичат пътя на тамплиерите, но са овладени и биват пленени от лявата ръка на Торквемада – Охеда. София бързо изважда Кал от „Анимус“.
Кал се сблъсква с други потомци на други асасини, които както него са използвани от „Абстерго“. Повечето от които са подозрителни към мотивите му, с изключение на Лин, която е потомка на китайски асасин от 16-ти век, известен като Шао Джун, и Муса, който е потомък на хаитянски асасин от 18 век на име Батист и ключов лидер. Кал започва да изпитва халюцинации, наречени „Ефектът на кървене“ и започва да вижда както Агилар, така и Джоузеф. Кал и София изглаждат връзка по време на сесиите си. Тя признава, че майка ѝ също е била убита от асасин, споделяйки омразата му към Братството на асасините, в който баща му е член.
Обратно в „Анимус“, за Агилар и Мария е планирана екзекуция чрез „Аутодафе“, но Агилар успява да ги освободи, което води до преследване на покрива, в което те избягват чрез известния за асасините „Скок на вярата“. Умът на Кал реагира бурно на сесията и той е временно парализиран. Когато Кал научава, че баща му също е в „Абстерго“, той се изправя срещу Джозеф заради смъртта на майка си. Джоузеф му казва, че „Кървящият ефект“ ще позволи на съвременния Кал да притежава бойните способности на Агилар. Той също така научава, че майка му е била асасин и тя е избрала да умре от ръката на баща му, вместо да бъде използвана от тамплиерите. Не вярвайки на това, което казва баща му, Кал се зарича да унищожи асасините, като помогне на „Абстерго“ да намери Парчето. Междувременно Алън е притиснат от старейшината на тамплиерите, Елън Кей, да затвори многомилиардния проект „Анимус“, защото те вече „спечелиха ... хората вече не се интересуват от своите граждански свободи ... те се задоволяват да следват“, карайки София да постави под съмнение истинските намерения на баща си.
Не вярвайки все още на това, което баща му казал, Кал отново с желание влиза в „Анимус“, след което Агилар и Мария правят засада на среща между Мохамед и Торквемада. Те успяват да убият тамплиерите и да извлекат Ябълката, въпреки че Охеда пленява Мария, за да принуди Агилар да я предаде. Вместо това Мария избира смъртта и се намушква на острието на Охеда. Агилар го убива и избягва чрез поредния „Скок на Вярата“, чиято сила кара „Анимус“ да се повреди жестоко. Агилар дава ябълката на Христофор Колумб, който обещава да я занесе до гроба си. Когато Муса и модерните затворници-асасини започват бунт, за да избягат, Алън нарежда цялата сграда да бъде прочистена от бунтуващите се затворници-асасини. Охраната на „Абстерго“, убива Джоузеф и повечето от останалите затворници.
Кал стои в залата на „Анимус“ и се среща с прожекциите на редица негови предци-асасини, включително Агилар, Арно Дориан, Джоузеф и майка си, докато София зърва прожекцията на идентичен на нея по външен вид асасин. Убеден от майка си, Кал приема, че и той е един от асасините и трябва да бъде на тяхна страна и след като напълно преминава спомените и способностите на Агилар, се присъединява към Муса и Лин, избягвайки от „Абстерго“.
След като намират Ябълката в гробницата на Колумб, Алън и неговите последователи се събират на церемония в светилището на тамплиерите в Лондон, за да отпразнуват триумфа си. Вътре в светилището, разочарована от случващото се, София се среща с Кал, който е дошъл да вземе Ябълката, и тя неохотно му позволява да действа. Кал взима Парчето, но убива Алън за да го вземе, по време на церемонията, докато в залата са се събрали тамплиерите.
София се заклева да отмъсти на Кал. Асасините си тръгват, заклевайки се да защитят отново Ябълката от ръцете на тамплиерите.

## Актьорски състав
- Майкъл Фасбендър – Калъм Линч / Агилар де Нера
- Марион Котияр – София Рикин
- Джеръми Айрънс – Алан Рикин
- Брендан Глийсън – Джоузеф Линч
- Шарлот Рамплинг – Елън Кай
- Майкъл Уилямс – Муса / Баптист